# Volonne
Volonne is een gemeente in het Franse departement Alpes-de-Haute-Provence (regio Provence-Alpes-Côte d'Azur). De plaats maakt deel uit van het arrondissement Forcalquier. Volonne telde op 1 januari 2022 1.637 inwoners.

## Geografie
De oppervlakte van Volonne bedroeg op 1 januari 2022 24,61 vierkante kilometer; de bevolkingsdichtheid was toen 66,5 inwoners per km².
De onderstaande kaart toont de ligging van Volonne met de belangrijkste infrastructuur en aangrenzende gemeenten.

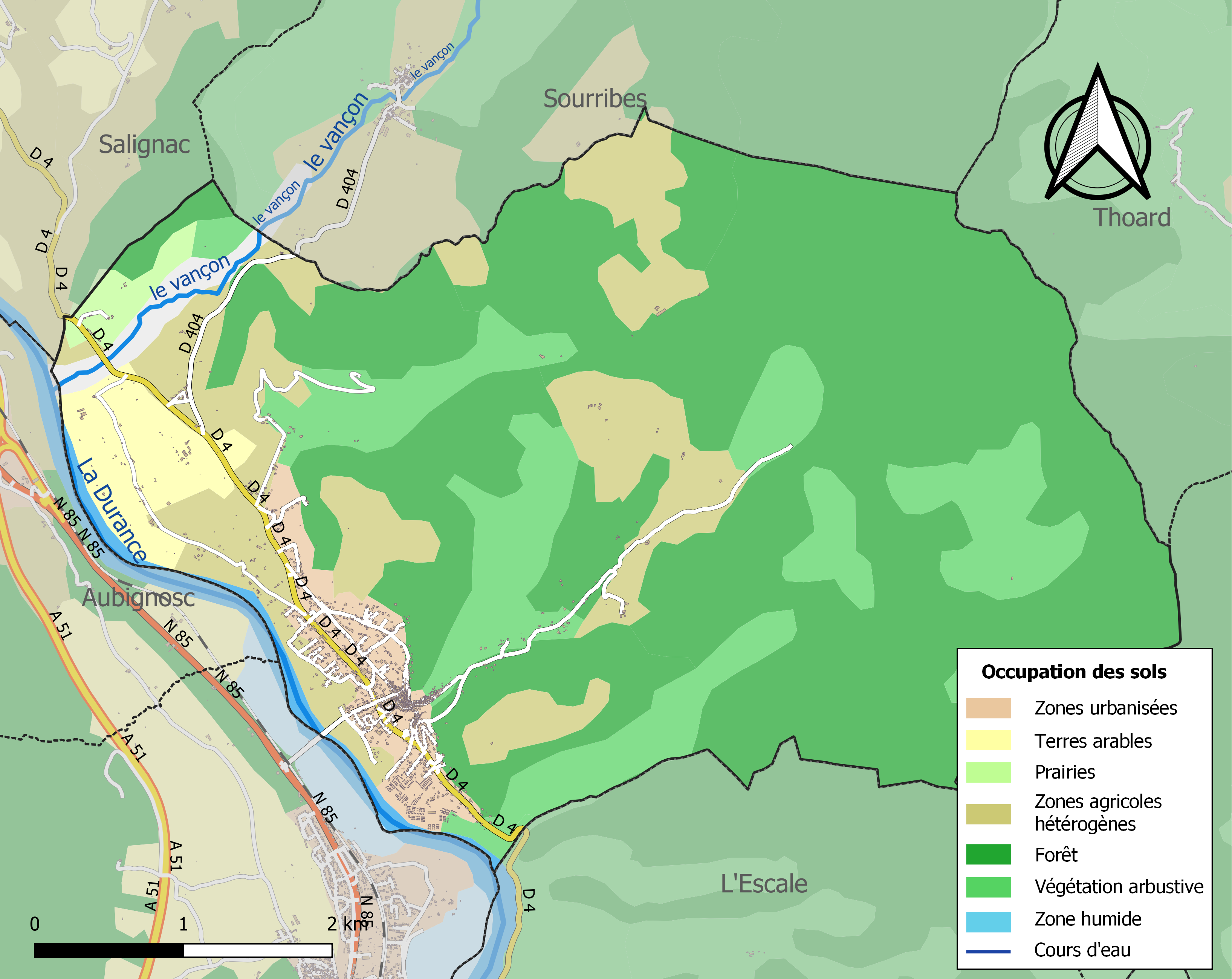

## Demografie
Onderstaande figuur toont het verloop van het inwonertal (bron: INSEE-tellingen).
Vanwege een beveiligingsprobleem met de MediaWiki Graph-software is het momenteel niet mogelijk deze grafiek weer te geven. Zodra de software is bijgewerkt zal de grafiek vanzelf weer zichtbaar worden.